# 既視感 (奧莉維亞·羅德里戈歌曲)
〈既視感〉（風格化為全小寫）是美國創造歌手奧莉維亞·羅德里戈的歌曲，收錄在她的首張錄音室專輯《SOUR》，於2021年4月1日由格芬和新視鏡唱片作第二支單曲釋出。羅德里戈與製作人丹·尼格羅共同創作此曲，而由於采样了泰勒·斯威夫特的2019年歌曲〈慘痛夏日〉，所以將斯威夫特、杰克·安东诺夫和聖玟森加入創作人頭銜。〈既視感〉融合了各種流行的子類型，圍繞心碎之餘，並探討羅德里戈對前任在新關係重複他倆做過的事情感到悲痛。
〈既視感〉獲得好評，大多數認為其是〈駕照〉的強勢續作，更稱讚當中的歌詞。這首歌在美國Billboard Hot 100空降第8位，讓羅德里戈成為第一位首兩支單曲空降榜單前10的藝人，而最高位置到達第3位。〈既視感〉在愛爾蘭、澳大利亚、馬來西亞、紐西蘭、新加坡、加拿大、拉脫維亞、英國、葡萄牙和捷克取得前十。
〈既視感〉的音樂錄影帶由艾莉·阿維塔爾執導，在加州马里布取景，講述羅德里戈觀察到前男友對待新戀人（塔莉雅·萊德飾）時模仿了兩人之前的關係。羅德里戈在MTV推崇和《公告牌》音乐界中的女性等節目演唱這首歌，並囊括進她的2022年SOUR巡迴演唱會和格拉斯頓柏立當代表演藝術節的曲目列表。

## 背景

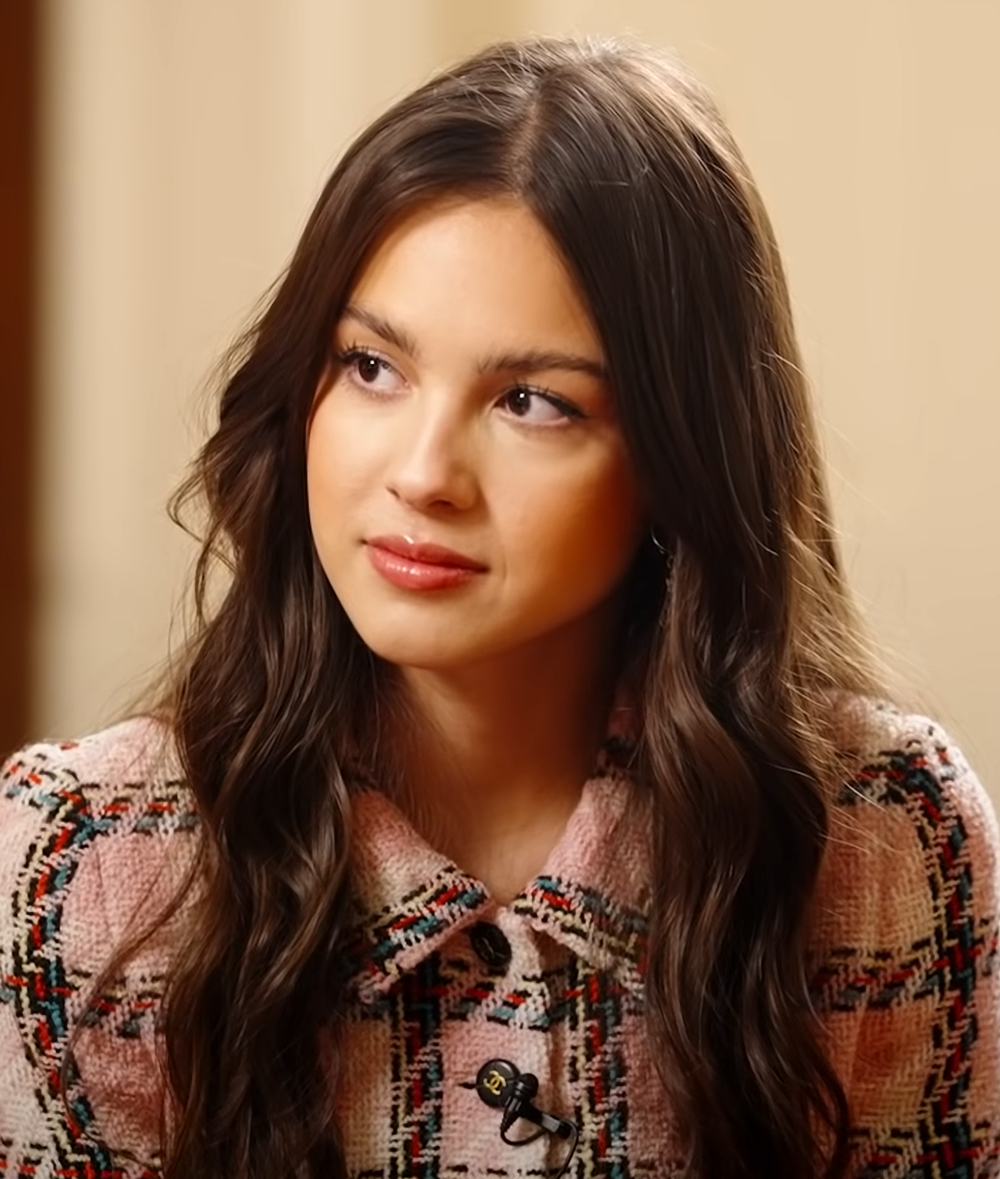
奧莉維亞·羅德里戈（攝於2021年）參與創作〈既視感〉，靈感來自她在手機製作的樂句

奧莉維亞·羅德里戈於2020年早旬開始會見唱片公司，隨後與格芬唱片和新視鏡唱片簽約，打算於2021年釋出她的首張迷你專輯。美國詞曲作家兼製作人丹·尼格羅機緣巧合下看到了她演唱當時尚未發行的歌曲〈更开心〉的影片，並對她的歌聲留下深刻印象，稱「她的聲音實在瘋狂」，最後聯繫上羅德里戈，建議兩人一起創作音樂。由於2019冠状病毒病疫情的爆發，他們的計劃起初擱置，但數月後開始在尼格羅的家庭工作室製作音樂。羅德里戈和尼格羅於2020年7月共同創作出〈駕照〉，並於2021年1月作為她有史以來的首支單曲發行，獲得了前所未有的商業成功。《告示牌》稱其為Hot 100歷史上「最具統治力」的熱門歌曲。
羅德里戈和尼格羅於2020年8月的一天內，也就是寫完〈駕照〉一個月後，創作出了〈既視感〉。這首歌的靈感來自她儲存在手機筆記應用程式的歌詞想法：「When she was with you do you get deja vu?」（大意：當她和你在一起時，你有沒有既視感呢？）羅德里戈闡述歌曲概念：「我總是有既視感。所以我認為用既視感來比喻當你與某人分手，他們與其他人一起後看到他們過著你曾過的生活這種非常普遍的事情，會是個很酷的文字遊戲。」〈既視感〉的錄製持續了幾個月，原因是她重新錄製了歌聲並集思廣益新的旋律。這首歌的橋段啟發自泰勒·斯威夫特的2019年歌曲〈慘痛夏日〉。羅德里戈和尼格羅考慮在後副歌引入受電子舞曲影響的人声切片，但還是選擇合成器連復段，因為羅德里戈覺得前者「過於流行」。
羅德里戈於2021年3月下旬開始刪除Instagram帖子和分享神秘的預告片來暗示新歌的發行。3月29日，她透露了〈既視感〉的標題、封圖和釋出日期。羅德里戈之所以選擇〈既視感〉為第二支單曲，因為她認為這是〈駕照〉的「自然進程」，展示自己是多才多藝的藝人：「我可以製作令人心碎的歌曲，但也可以製作很酷的另類流行歌曲。我不想被簡單歸類為『讓人心碎的情歌女孩』。」她在宣布前發佈了三則短片，當中包括融化的蛋捲冰淇淋、浮雲和沿著海邊行駛的汽車。羅德里戈接受MTV新聞訪問時表示這首歌「完全不像〈駕照〉」，並對觀眾看到她多方面的藝術性感到興奮又緊張。格芬唱片於2021年4月1日以數位下載和串流形式作為她首張錄音室專輯《SOUR》的第二支單曲。新視鏡唱片在五天後將〈既視感〉發送至美國當代流行電台，並於4月23日送至義大利電台播放。2021年7月，〈既視感〉因采样〈慘痛夏日〉而將創作人斯威夫特、杰克·安东诺夫和聖玟森冠上詞曲作家的頭銜。在此之前，《SOUR》的第四首歌〈進一步退三步〉因采样了2017年歌曲〈新年日〉而冠名斯威夫特和安东诺夫，〈很好啊〉則冠名帕拉摩爾樂團的成員。

## 詞曲
〈既視感〉全長3分35秒。尼格羅在洛杉磯的消遣工作室（Amusement Studios）製作和錄製歌曲，並負責鼓編程、原聲吉他、電吉他、沃利策、貝斯、Juno 60和打擊樂，果醬城市演奏風琴和吉他，瑞恩·林維爾（Ryan Linvill）則演奏笛和薩氏管。史特靈·勞斯（Sterling Laws）在柏本克的重負工作室（Heavy Duty Studios）錄製鼓聲，而奇斯·凱奇（Chis Kaych）和茉莉·陳（Jasmine Chen）負責鼓的音訊工程。米奇·麥卡錫（Mitch McCarthy）在洛杉磯的SOTA工作室（SOTA Studios）混音歌曲，而在紐約的史特靈聲音（Sterling Sound）製作母帶。
〈既視感〉是首中速的迷幻流行、流行搖滾、艺术流行和独立流行歌曲，並受到另類音樂的影響。這首歌以鋼琴聲貫穿，在前副歌後輔以失真吉他和重鼓，並加入輕快的合成器。《娛樂週刊》的馬庫斯·瓊斯（Marcus Jones）認為〈既視感〉有著敏感的節拍，在廣闊的橋段達到最高潮。羅德里戈在歌曲的鳴響聲和隱約的電音上提供和聲，而《觀察家報》的邁克爾·克拉格（Michael Cragg）認為這個類似耳語的歌聲讓他想起。歌曲的橋段與〈慘痛夏日〉的相似之處，讓《綜藝》的克里斯·威爾曼（Chris Willman）覺得她模仿了斯威夫特新歌中「憤怒的大聲吟唱」。《Spin》的鮑比·奧利維爾（Bobby Olivier）認為「（其）專注在有引用價值和位於定點的橋段」，所以兩首歌都以相同的音符結束，而《衛報》的瑞秋·阿羅斯蒂（Rachel Aroesti）稱〈既視感〉是「泰勒·斯威夫特版」的流行歌。
〈既視感〉的歌詞有關心碎。羅德里戈在整首歌談到了目前追求不同關係的前任，並回憶他們如何重複他與羅德里戈曾做過的事，像開車到加州海岸、吃草莓冰淇淋、交換夾克、看的重播，及聽的1983年單曲〈窈窕美眉〉，更對他重複自己曾講過的笑話感到悲痛。羅德里戈在鈎印諷刺性地想知道他是否曾不小心用她的名字來稱呼新女友。她在〈既視感〉的結尾開始沈思她與他共度的時光，也許一開始就非原創：「I hate to think that I was just your type」（大意：我討厭去想，我只是剛好是你的類型）。《娛樂週刊》的毛利·約翰斯頓稱這首歌是「心被時間熏黑的有趣集成曲」和「向展開新生活的前任給出充滿毒液的抨擊」。《紐約時報》的喬恩·卡拉馬尼卡認為歌詞是「簡單明了的痛苦」，而「關於誰傳授酷音樂的權力鬥爭」也會聯想到泰勒·斯威夫特。

## 專業評價
〈既視感〉取得樂評人好評，許多認為是〈駕照〉的強勢續作。《Stereogum》的湯姆·布雷漢（Tom Breihan）稱讚這首歌的節奏風格跟羅德里戈的首支單曲比起來有變化，稱其「有著（能）亢奮跟唱的副歌，（聽著會）頭暈目眩和踏腳的流行炸曲」，但他注意到兩首歌擁有相似的主題。《影音俱樂部》的塔蒂亞娜·坦雷羅（Tatiana Tenreyro）讚揚歌曲對比〈駕照〉有改進，認為這是首非凡又妙趣橫生的曲目，「感覺就像泰勒·斯威夫特和电台司令的婚姻（產物）」。《新音樂快遞》的瑞安·戴利（Rhian Daly）稱〈既視感〉是卓越的後續作品，而《滾石》的安吉·馬爾托喬（Angie Martoccio）和《芝加哥論壇報》覺得其打消了任何她會成為一片歌手的念頭。
《Pitchfork》的奎因·莫蘭德（Quinn Moreland）表示〈既視感〉證明羅德里戈是「流行音樂界新的重量級人物」，稱讚製作讓人心滿意足又引人入勝，並認為這是次大膽但酸楚的情感宣洩。克拉格稱〈既視感〉是個出色且歌詞犀利的「慢走不送」，《驚呼！》的希瑟·泰勒-辛格（Heather Taylor-Singh）覺得歌曲迷人並「展示年輕人愛情（之間）的細微差別」。《Pitchfork》的奧利維亞·霍恩（Olivia Horn）寫道羅德里戈在歌曲中的情緒動盪就跟噴射機煤油一樣，並稱讚歌詞具體。卡拉馬尼卡認為羅德里戈捕捉到崩潰的痛苦之源，及看到舊伴侶重整旗鼓的恐懼。《紐約》的克雷格·詹金斯（Craig Jenkins）認為〈既視感〉值得立刻入選「名人堂」。《DIY》的珍妮莎·威廉姆斯（Jenessa Williams）稱〈既視感〉是「康納·格雷〈希瑟〉的完美夥伴」，並認為這是「『你不知道自己失去了啥』的幻想，在（厚實的）鼓聲及（傷人但）可理解的惡意言論下（讓這個想法）茁壯成長」。AllMusic的希瑟·法瑞斯（Heather Phares）看到了「酷姐艾拉妮絲·莫莉塞特的影子，（及這首歌的）一連串超文學式黯淡回憶（來呈現）被拋棄的年輕女孩」。
部分出版物將〈既視感〉列入2021年百佳歌曲列表。排這首歌在第二位，並認為是羅德里戈當年發行的成功單曲中最好、最被低估的一首，他還對其參考〈窈窕美眉〉表達高度熱情：「這完美駕馭了流行樂時光機」。《Pitchfork》將〈既視感〉排在第10位，而珍·佩利（Jenn Pelly）表示雖然〈駕照〉在榜單取得成功，但〈既視感〉宣佈羅德里戈在藝人嶄露頭角，並注意到她認真不滿前任和其新歡所做的瑣碎行為，更宣稱「在（歌曲的）戲劇故事中，奧莉維亞是導演」。全國公共廣播電台列其為第20位，林賽·麥肯納（Lyndsey McKenna）表示雖然有采样，但「曲目完全（屬於）奧莉維亞：讓人一聽再聽的酸楚道別，不知為何同時產生出無理嬉戲和蠻力（的感覺）」。

## 商業表現
〈既視感〉於2021年4月17日空降美國Billboard Hot 100第8位，讓羅德里戈成為第一位首兩支單曲空降榜單前10的藝人。《SOUR》發行後，歌曲於2021年6月5日到達最高位置第3位，並被美國唱片業協會認證為4白金唱片。歌曲在Canadian Hot 100排到第4位，而獲加拿大音樂協會認證為3白金唱片。〈既視感〉在英國上到第4位，並拿下英國唱片業協會的白金唱片認證。
〈既視感〉在澳大利亚最高到第3位，而被澳大利亚唱片業協會認證為3白金唱片。這首歌與《SOUR》的其他四首歌出現在2021年Triple J熱門百大單曲榜，並排在第33位。歌曲在紐西蘭排在第3位，並獲紐西蘭唱片音樂協會認證為白金唱片。〈既視感〉在部分國際榜單拿下前20名，分別在愛爾蘭排第2、在馬來西亞和新加坡排第3、在拉脫維亞排第4、在葡萄牙排第5、在捷克共和國排第10、在南非排第11、在印度排第15、在黎巴嫩、立陶宛和挪威排第17，及在希臘、匈牙利和斯洛伐克排第19。歌曲獲挪威、葡萄牙和波蘭認證為白金唱片，並被丹麥、義大利和瑞典認證為金唱片。

## 音樂錄影帶

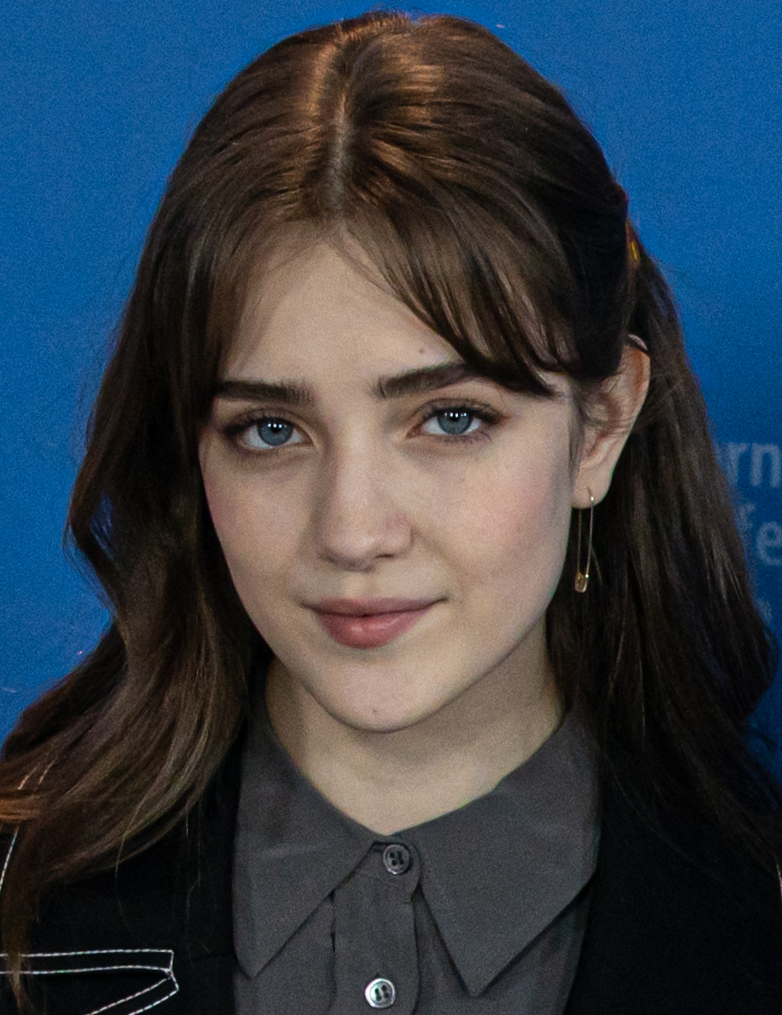
塔莉雅·萊德（攝於2020年）出演〈既視感〉的音樂錄影帶

〈既視感〉的音樂錄影帶由艾莉·阿維塔爾（Allie Avital）執導，於2021年4月1日釋出，塔莉雅·萊德也有出演。羅德里戈在影片沿著太平洋海岸公路行駛，穿戴的頭巾讓人聯想到電影的女演員。她回到家，試穿與萊德一樣的綠色長裙，而鏡中倒影卻顯示出萊德。羅德里戈發現前任和她之前的關係，及與萊德現在的關係極為相似，她最初嘗試為萊德感到開心，並擠出笑容，但最後還是十分生氣，用大鎚砸碎電視機。的達琳·阿德羅朱（Darlene Aderoju）稱影片描繪了「傷心欲絕的情人在前任正式與他人交往時所經歷的情感之旅」。

## 現場演出
羅德里戈在MTV推崇（MTV Push）演唱〈既視感〉的影片於2021年5月1日線上發佈。2021年12月，她在車輛管理局舉行的小桌演唱會再次表演這首歌。身穿粉紅色洋裝的羅德里戈於2022年3月2日在《公告牌》音乐界中的女性演唱歌曲，並在預錄表演時，她身旁是穿著全白服裝的四人女性樂團。《告示牌》的安德魯·安特伯格（Andrew Unterberger）評論道羅德里戈表現出典型的脆弱曖昧關係和直率，並提供愉快和骯髒交替的演繹。她將〈既視感〉囊括在SOUR巡迴演唱會的曲目列表。羅德里戈在2022年格拉斯頓柏立當代表演藝術節演唱這首歌，介紹時有講：「我只是想問你們一個問題，這裏有人有過既視感嗎？」《衛報》的勞拉·斯內普斯（Laura Snapes）認為她在節目中較即興和較有規劃的時刻之間強調不和諧的聲音。羅德里戈與比利·喬在演唱會共同表演鋼琴版〈既視感〉，之後再演唱〈窈窕美眉〉。

## 參與名單
名單來自《SOUR》的內頁說明和Tidal。
工作室地點
- 洛杉磯消遣工作室錄製
- 柏本克重負工作室錄製鼓聲
- 洛杉磯SOTA工作室混音
- 紐約史特靈聲音製作母帶

人員
- 奧莉維亞·羅德里戈 – 聲樂、和聲、詞曲創作
- 丹尼爾·尼格羅 – 詞曲創作、製作、錄製、原聲吉他、電吉他、沃利策（英语：Wurlitzer）、貝斯、鼓編程、Juno 60（英语：Roland Juno-60）、和聲、打擊樂
- 泰勒·斯威夫特 – 詞曲創作、采样（英语：Interpolation (popular music)）
- 杰克·安东诺夫 – 詞曲創作、采样
- 安妮·克拉克 – 詞曲創作、采样
- 丹·維亞福爾（Dan Viafore） – 工程助理
- 果醬城市（英语：Jam City） – 風琴、吉他
- 瑞恩·林維爾 – 笛、薩氏管
- 史特靈·勞斯 – 鼓錄製
- 奇斯·凱奇 – 鼓工程
- 茉莉·陳 – 鼓工程
- 米奇·麥卡錫 – 混音
- – 製作母帶

## 榜單成績
| 排行榜（2021年）                     | 最高 排名 |
| ------------------------------------ | --------- |
| 阿根廷（Argentina Hot 100）          | 57        |
| 澳大利亚（澳大利亚唱片业协会單曲榜） | 3         |
| 奥地利（Ö3四十强单曲榜）             | 25        |
| 比利时佛兰德（Ultratop五十强单曲榜） | 49        |
| 加拿大（Canadian Hot 100）           | 4         |
| 克羅埃西亞（HRT）                    | 79        |
| 捷克共和國（百強數位單曲榜）         | 10        |
| 丹麥（Tracklisten）                  | 24        |
| 法国（法國唱片出版業公會單曲榜）     | 131       |
| 德国（德國官方單曲榜）               | 55        |
| 全球（Billboard Global 200）         | 3         |
| 希臘（國際唱片業協會）               | 19        |
| 匈牙利（四十強串流榜）               | 19        |
| 冰島（Plötutíðindi）                 | 30        |
| 印度（IMI）                          | 15        |
| 愛爾蘭（愛爾蘭唱片音樂協會单曲榜）   | 2         |
| 日本（Japan Hot 100）                | 79        |
| 拉脫維亞（EHR）                      | 4         |
| 黎巴嫩（OLT20）                      | 17        |
| 立陶宛（AGATA）                      | 17        |
| 馬來西亞（RIM）                      | 3         |
| 荷兰（百强单曲榜）                   | 33        |
| 紐西蘭（紐西蘭唱片音樂協會）         | 3         |
| 挪威（世界之路榜單）                 | 17        |
| 葡萄牙（葡萄牙唱片業協會单曲榜）     | 5         |
| 羅馬尼亞（電台百大榜）               | 79        |
| 新加坡（RIAS）                       | 3         |
| 斯洛伐克（百強數位單曲榜）           | 19        |
| 南非（RISA）                         | 11        |
| 西班牙（西班牙音樂製作協會）         | 56        |
| 瑞典（瑞典最熱榜）                   | 46        |
| 瑞士（瑞士热门音乐榜）               | 35        |
| 英國（官方榜单公司單曲榜）           | 4         |
| 美國（Billboard Hot 100）            | 3         |
| 美國（《告示牌》Adult Contemporary） | 19        |
| 美國（《告示牌》Adult Top 40）       | 5         |
| 美國（《告示牌》Mainstream Top 40）  | 2         |
| 委內瑞拉（唱片報告）                 | 39        |

| 排行榜（2021年）                    | 排名 |
| ----------------------------------- | ---- |
| 澳大利亚（ARIA）                    | 26   |
| 巴西（PMB）                         | 158  |
| 加拿大（Canadian Hot 100）          | 28   |
| 智利（拉美監控）                    | 91   |
| 全球（Billboard Global 200）        | 27   |
| 匈牙利（四十大串流榜）              | 93   |
| 冰島（Plötutíðindi）                | 76   |
| 愛爾蘭（IRMA）                      | 20   |
| 紐西蘭（紐西蘭唱片音樂協會）        | 28   |
| 葡萄牙（AFP）                       | 50   |
| 波多黎各（拉美監控）                | 92   |
| 瑞士（瑞士熱門音樂榜）              | 99   |
| 英國（官方榜單公司單曲榜）          | 32   |
| 美國（Billboard Hot 100）           | 13   |
| 美國（《告示牌》Adult Top 40）      | 23   |
| 美國（《告示牌》Mainstream Top 40） | 9    |

## 銷量認證
| 地區                                 | 认证    | 认证单位/销量 |
| ------------------------------------ | ------- | ------------- |
| 澳大利亚（澳大利亚唱片业协会）       | 3× 白金 | 210,000‡      |
| 加拿大（加拿大音乐协会）             | 3× 白金 | 240,000‡      |
| 丹麦（國際唱片業協會丹麥分會）       | 金      | 45,000‡       |
| 意大利（意大利音乐产业联盟）         | 金      | 35,000‡       |
| 新西兰（新西兰唱片音乐协会）         | 白金    | 30,000‡       |
| 挪威（國際唱片業協會挪威分会）       | 白金    | 60,000‡       |
| 波兰（波蘭音像製造商協會）           | 白金    | 50,000‡       |
| 葡萄牙（葡萄牙唱片業協會）           | 白金    | 10,000‡       |
| 英国（英国唱片业协会）               | 白金    | 600,000‡      |
| 美国（美國唱片業協會）               | 3× 白金 | 3,000,000‡    |
| 串流                                 |         |               |
| 瑞典（瑞典唱片業協會）               | 金      | 4,000,000†    |
| ‡僅含認證的+實際銷量 †僅含認證的銷量 |         |               |

## 發行歷史
| 國家或地區 | 日期          | 形式          | 廠牌   | 參考   |
| ---------- | ------------- | ------------- | ------ | ------ |
| 多國       | 2021年4月1日  | 數位下載 串流 | 格芬   | [ 14 ] |
| 美國       | 2021年4月6日  | 當代流行電台  | 新視鏡 | [ 16 ] |
| 義大利     | 2021年4月23日 | 電台播放      | 環球   | [ 17 ] |